# Lipotactes alienus
Lipotactes alienus är en insektsart som beskrevs av Brunner von Wattenwyl 1898. Lipotactes alienus ingår i släktet Lipotactes och familjen vårtbitare. Inga underarter finns listade i Catalogue of Life.